# Alcide Pirazzi Maffiola
Alcide Pirazzi Maffiola (Baceno, 26 aprile 1897 – Baceno, 25 luglio 1965) è stato un politico e partigiano italiano.

## Biografia
Operaio elettrotecnico, è stato rappresentante socialista durante la Repubblica partigiana dell'Ossola nel Comitato di Liberazione Nazionale.
Venne eletto deputato alla Camera alle elezioni politiche del 1948 subentrando al defunto Luigi Zappelli, aderì dal 1º giugno al gruppo parlamentare del PSI, ed è stato componente della Commissione speciale per la ratifica dei decreti legislativi emanati nel periodo della Costituente (n.520) e della VII commissione lavori pubblici.
Restò alla Camera fino al 1953.
Nel 1955 fu eletto sindaco di Villadossola, incarico che mantenne fino al 1960.